# Coenocorypha chathamica
Espèce
Coenocorypha chathamica est une possible espèce éteinte d'oiseaux limicoles appartenant à la famille des Scolopacidae. En 2015, elle n'est reconnue que par une seule autorité taxonomique : la classification de Clements (6e édition, révisée 2014).
Cette espèce est désormais éteinte, sans que l'on sache avec certitude ni la date ni la cause de cette disparition. Elle n'est connue des scientifiques que par des fossiles. 